# Vanessa Menga
Vanessa Menga (São Paulo, 20 oktober 1976) is een tennisspeelster uit Brazilië.
Menga begon op vierjarige leeftijd met tennis, en ging op veertienjarige leeftijd naar Barcelona om te trainen. Hier won zij haar eerste dubbelspeltoernooi.
Zij kwam 37 maal voor Brazilië uit op de Fed Cup.
Menga kwam zowel op de Olympische Zomerspelen van Atlanta als op die van Sydney 2000 uit. Ook won zij tweemaal een medaille op de Pan-Amerikaanse Spelen, in 1995 en 1999, samen met Joana Cortez.
In 2001 poseerde Menga voor de Braziliaanse Playboy. In 2003 kreeg ze een motorongeluk, en na een revalidatie van 8 maanden keerde ze niet meer terug als actief tennisspeelster. Sindsdien leidt ze een opleidingsinstituut in São Paulo, waar kinderen leren tennissen.